# پرچم برتاین
پرچم برُتاین برای اولین بار در ۱۹۲۳ به رسمیت شناخته شد. این پرچم به عنوان پرچم غیر نظامی  شناخته می‌شود و دارای تناسب ۲:۳ می‌باشد.

## نگارخانه

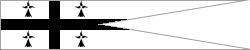